# Dubravko Šimenc
Dubravko Šimenc, né le 2 novembre 1966 à Zagreb, est un joueur de water-polo yougoslave (croate). Il est le fils de Zlatko Šimenc, lui aussi joueur de water-polo.

## Carrière
Dubravko Šimenc obtient avec l'équipe de Yougoslavie de water-polo masculin la médaille d'or aux Jeux olympiques d'été de 1988 à Séoul et avec l'équipe de Croatie de water-polo masculin la médaille d'argent aux Jeux olympiques d'été de 1996 à Atlanta.